# Будинок Міністерства чорної металургії УРСР
Будинок Міністерства чорної металургії УРСР, Будівля Придніпровського Раднаргоспу, Дніпропетровський Будинок Рад — радянська адміністративна будівля, розташована на площі Героїв Майдану в Дніпрі. Є головною будівлею адміністративного ансамблю радянської площі Леніна у стилі сталінського ампіру.

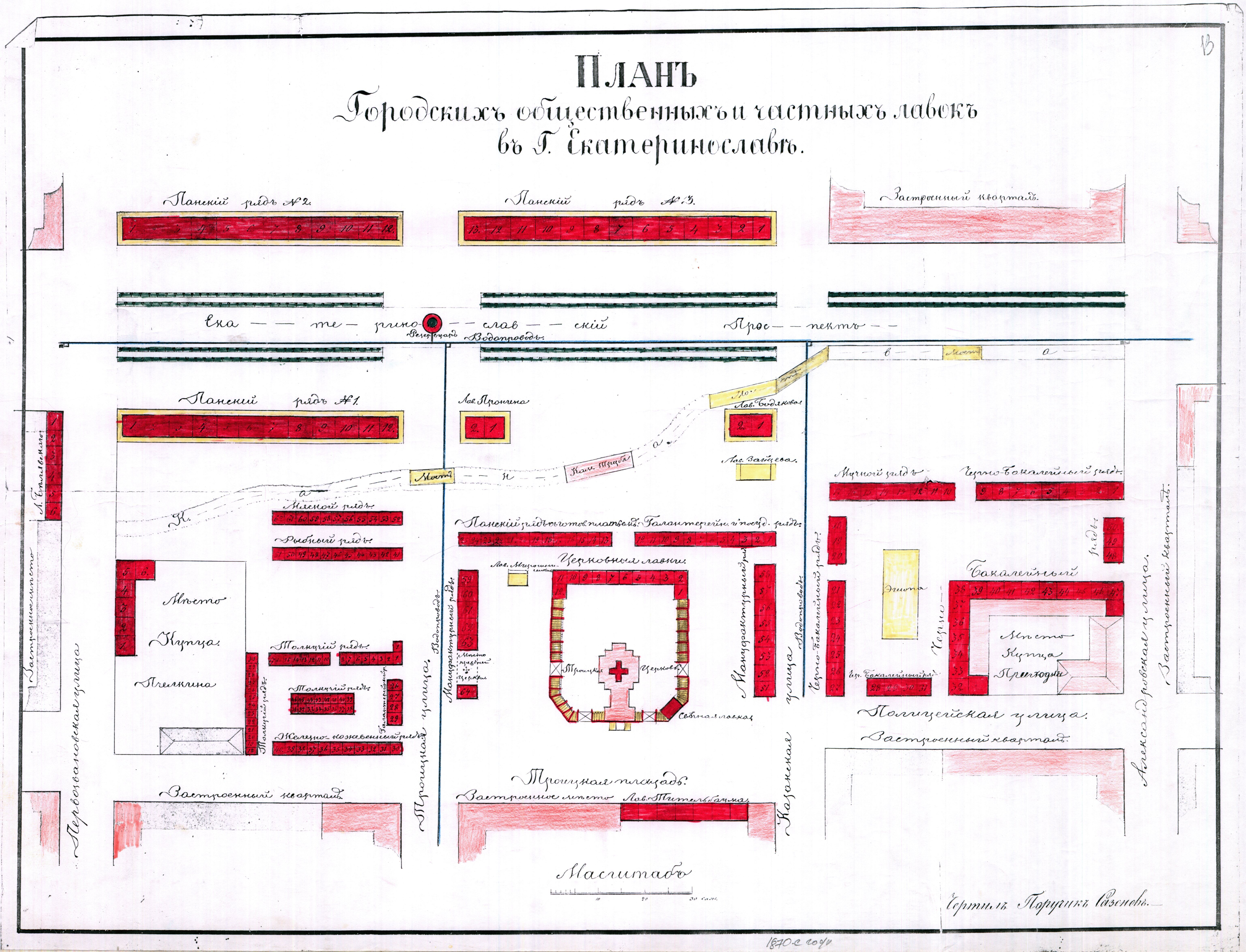
Троїцький базар за російської доби Катеринославу - квартал між вулицями Короленка, Січових Стрільців і Центральною, та Троїцькою площею

Після німецько-радянської війни, у 1946 року почали розробляти ансамбль центральної площі, як частина проєкту відновлення центральної частини міста. За катеринославської та довоєнної доби тут була головна торгівельна площа міста — Троїцька (Привозна) площа, з головною домінантою — Троїцьким собором. Тут за катеринославські часи розташовувався Нижньо-троїцький базар.
Проєкт мав відрізати ансамблем адміністративних споруд Троїцький собор, що не був зруйнований за роки войовничого безбожжя. Його домінанту мав затлумити Будинок Рад, — висотна будівля зі шпилем угорі. Проєкт Дніпропетровського Будинку Рад виконав відомий архітектор Борис Іванович Білозерський у стилі сталінських висоток Москви. Ансамбль у стилі сталінського ампіру від вулиці Карла Лібкнехта (тепер Михайла Грушевського) до вулиці Короленка мали довершувати два бокових корпуси. До комплексу будівель, зведених у 1949—1950 роках, мали входити Будинок технічного навчання з учбовим корпусом на проспекті Карла Маркса (Яворницького), 71 і житловим будинком на вулиці Леніна (Воскресенській), 15.
Фундаментні роботи у котловані почали 1954 року. За правління Сталіна до відомої постанови 1955 року «Про усунення надмірностей в архітектурі» встигли звести два бокових корпуси проєктних інститутів (проспект Яворницького, 57 і 61), фасади яких наповнені архітектурними «надлишками» — ряснота декору, колон, шишок і статуями робітників з селянками. 1957 року, коли Будинок Рад мав зведеними лише 5 поверхів його було вирішено перепрофілювати на Будинок Дніпропетровського Раднаргоспу (органи адміністративно-територіального керування народним господарством за Микити Хрущова), що й було виконано того ж року.
Вже на свята жовтневого перевороту 1957 перед будівлею встановлено пам'ятника Володимирові Леніну. Його було демонтовано з перемогою революції Гідності у 2014 році.
Каркас будівлі Раднаргоспу був готовий 1962 року, коли до Дніпропетровську приїхав Микита Сергійович Хрущов. Планувалося довершити будівлю величним портиком і баштою центральної будівлі. Побачив проєкт Микита Хрущов наказав негайно ці надмірності прибрати. На його думку на будівництво мало піти багато міді. Так будинок залишився архітектурно незавершеним, — адміністративною «хрущівкою». Про належну пиху і бучність будівлі вказує обвід колон — прямокутні пілястри. Відсутня величезної арматури прапорів і гербу, що мали увінчувати фасад угорі.
У 1963 році у підпорядкування Дніпропетровського Раднаргоспу було віддано Запорізький та Кіровоградський Раднаргоспу, — і його було перейменовано на Придніпровський Раднаргосп. Відповідно була перейменована його адміністративна будівля — Будинок Придніпровського Раднаргоспу. З усуненням Микити Хрущова від влади й відновленням міністерств були скасовані Раднаргоспи у 1965 році й будівля стала Будинком Міністерства чорної металургії УРСР.
У бокових корпусах розташовувалися численні радянські організації: Дніпроцивільпроєкт, Дніпропетровський апеляційний суд та інші.